# 阿沙芬堡火车总站
阿沙芬堡火车总站（德語：Aschaffenburg Hauptbahnhof）是德国巴伐利亚州城市阿沙芬堡的一座铁路车站，地处高流量的鲁尔区－法兰克福－纽伦堡－慕尼黑/维也纳的铁路轴线中。它建于市中心及城市分区达姆的边界上，现为德国铁路二等站。

## 历史
客运站所处的大部分区域原属如今已废弃的编组站中。火车总站是在1854年随着路德维希西部铁路的建成通车而在当时的“绿色原野（grünen Wiese）”上投入运营。最初建造的车站大楼在经受了第二次世界大战的轰炸后而于1944年被摧毁，其后又在1950年代上半叶于相同的方位上由汉斯·克恩所设计的功能主义建筑所取代。新车站有一个优雅的、连续性的入口大堂和单坡屋顶，并增建了一个车站餐厅。
车站自2004年起因应增设站台和安装升降机的需求而进行了分阶段翻新。为此，旧的车站大楼被拆除，并新建一个拥有大面积的零售空间和约400个泊位的停车场建筑。新大楼于2011年1月29日落成。2012年2月底，通过将新的站台地下通道进行延长，它现在已经可以直接通往城市分区达姆。这里的另一座停车场于2012年4月开业，其中在6个停车层中有2层是用作提供约200个停车换乘泊位。车站南侧及北侧的前部地带也根据阿沙芬堡市内的交通规则进行了重新设计。
2010年10月，原本镶嵌在旧车站外墙上的赫耳墨斯马赛克（Hermes-Mosaiks）被一份较小的复刻版本镶嵌于新车站大楼的东侧，它是通过数码打印的方式应用于4块铝质面板上。大部分原有的瓷砖是在未经授权的情况下于车站大楼拆除前不久被救出，并由版画家乌多·布莱登巴赫（Udo Breidenbach）进行重组以用于复刻。
2012年10月，阿沙芬堡总站获得了由专业轨道联盟为“人口低于10万的城市”类别所颁发的“年度最佳车站”奖。

## 基础设施
阿沙芬堡火车总站共设有7条通过式轨道和1条位于车站东头的尽头式轨道。其中北侧的6条轨道（101－106道）会优先用于货物运输。车站的轨道设施在1974年以前均由多个分散的机械或机电信号所进行控制。自1974年起，这项任务转由一个设于车站东头的中继信号所执行。

## 列车服务
截至2014年，共有以下线路的列车服务在阿沙芬堡总站到发，它们主要是经由法兰克福－慕尼黑沿线运行的ICE列车和IC列车，以及在西弗兰肯地区运行的IRE列车、RE列车和RB列车：
| 线路   | 走向 | 频率      |
| ------ | --- | --------- |
| ICE 31 | 基尔 － 汉堡 － 不来梅 － 明斯特 － 多特蒙德 － 哈根 － 伍珀塔尔 － 索林根 － 科隆 － 波恩 － 科布伦茨 － 美因茨 － 法兰克福机场 － 法兰克福 － 阿沙芬堡 － 维尔茨堡 － 纽伦堡 － 慕尼黑  | 个别班次  |
| ICE 41 | （多特蒙德 － 波鸿 －) 埃森 － 杜伊斯堡 － 杜塞尔多夫 － 科隆展会/道依茨 － （科隆/波恩机场 －） 法兰克福机场 － 法兰克福 － 阿沙芬堡 － 维尔茨堡 － 纽伦堡 － （因戈尔施塔特 －） 慕尼黑 | 每小时1班 |
| ICE 91 | 法兰克福 － 哈瑙 － 阿沙芬堡 － 维尔茨堡 － 纽伦堡 － 雷根斯堡 － 普拉特林格 － 帕绍 － 韦尔斯 － 林茨 － 圣帕尔滕 － 维也纳西                                                            | 每日3班   |
| IRE    | 韦尔特海姆 － 米尔滕贝格车站 － 阿沙芬堡 － 哈瑙 | 每日1班   |
| RE     | 法兰克福 － 哈瑙 － 阿沙芬堡 － 维尔茨堡 （－ 纽伦堡） | 每小时1班 |
| RE     | 阿沙芬堡 － 米尔滕贝格 － 韦尔特海姆 － 巴德梅尔根泰姆 － 克赖尔斯海姆 | 两小时1班 |
| RB     | 阿沙芬堡 － 哈瑙 － 法兰克福 | 两小时1班 |
| RB     | 阿沙芬堡 － 米尔滕贝格 － 韦尔特海姆 － 阿莫尔巴赫 － 瓦尔迪恩 － 塞卡 | 每小时1班 |
| RB     | 阿沙芬堡 － 海根布吕肯 － 美因河畔格明登 | 个别班次  |